# Nugzar Asatiani
Nugzar Asatiani (gruz. ნუგზარ ასათიანი, ur. 16 lipca 1937 w Dgnorisi, zm. 2 kwietnia 1992 w Tbilisi) – gruziński szablista reprezentujący ZSRR, złoty medalista olimpijski i wielokrotny medalista mistrzostw świata.
Na igrzyskach olimpijskich w Rzymie w 1960 roku zajął drużynowo piąte miejsce, a indywidualnie odpadł w ćwierćfinałach. Na rozgrywanych cztery lata później igrzyskach olimpijskich w Tokio reprezentacja ZSRR w składzie: Umiar Mawlichanow, Mark Rakita, Jakow Rylski, Boris Mielnikow i Nugzar Asatiani zdobyła drużynowo złoty medal. W turnieju indywidualnym tym razem nie startował.
Podczas mistrzostw świata w Turynie w 1961 roku Umiar Mawlichanow, Nugzar Asatiani, Jewhen Czerepowśkyj, Jakow Rylski i Walerij Żytnyj zajęli drugie miejsce w zawodach drużynowych. W tej samej konkurencji zdobywał następnie złoty medal na mistrzostwach świata w Paryżu (1965), srebrne na mistrzostwach świata w Gdańsku (1963) i mistrzostwach świata w Moskwie (1966) oraz brązowy na mistrzostwach świata w Buenos Aires (1962).
W 1961 roku został indywidualnym mistrzem ZSRR.